# Gilduin du Puiset
Gilduin du Puiset (-1135), était un croisé et religieux.
Il est né dans le Loir-et-Cher.
Il est tout d'abord moine à Saint-Martin-des-Champs en 1108.
Avant 1126, il devient prieur de Lurcy-le-Bourg.
En 1120, il fut nommé par Baudouin II de Jérusalem, abbé de Sainte-Marie de la vallée de Josaphat,.